# Diestrammena racovitzai
Diestrammena racovitzai är en insektsart som först beskrevs av Lucien Chopard 1916.  Diestrammena racovitzai ingår i släktet Diestrammena och familjen grottvårtbitare. Inga underarter finns listade i Catalogue of Life.